# 莫納斯特里冰原島峰
77°58′S 160°36′E / 77.967°S 160.600°E
莫納斯特里冰原島峰（英語：Monastery Nunatak），是南極洲的冰原島峰，位於維多利亞地的斯科特海岸，處於費拉爾冰川源頭，由新西蘭探險隊命名，現時由南極條約體系管理。